# سد ردي
يقع سد بوقارة في بلدية بوقرة ولاية تيسمسيلت الجزائرية. يحتوي على ثروة سمكية كبيرة ,ويعتبر الوجهة المفضلة لسكان تيسيمسيلت في فصل الصيف لممارسة الصيد وللتنزه. وقد تم اكتشاف أنواع جديدة من الأسماك و الطيور المهاجرة بهذه المنطقة الرطبة، كما أنه تم غرس أكثر 1500 شجرة على محيط السد بعنوان شجرة لكل شهيد.